# 리비 프랭크
리비 프랭크(Livvi Franc, 1988년 5월 31일 ~ )는 잉글랜드의 싱어송라이터이다.